# Cephalops pauculus
Cephalops pauculus är en tvåvingeart som först beskrevs av Hardy 1954.  Cephalops pauculus ingår i släktet Cephalops och familjen ögonflugor. Inga underarter finns listade i Catalogue of Life.